# Игнашевская (Каргопольский район)
Игнашевская — деревня в Каргопольском районе Архангельской области России. Входит в состав Павловского сельского поселения.

## История
В «Списке населенных мест Российской империи», изданном в 1879 году, населённый пункт упомянут как деревня Игнашевская (Брюхово) Каргопольского уезда (3-го стана), при колодцах, расположенная в 17,75 верстах от уездного города Каргополя. В деревне насчитывалось 15 дворов и проживало 103 человека (52 мужчины и 51 женщина).
По данным 1905 года имелось 25 дворов и проживало 116 человек (53 мужчины и 63 женщины). В административном отношении деревня входила в состав Малошальского общества Лодыгинской волости. Имелось 21 лошадь, 29 коров и 60 голов прочего скота.

## География
Деревня находится в юго-западной части Архангельской области, в южной зоне средней тайги, к северу от автодороги 11Р-002, на расстоянии примерно 16 километров (по прямой) к востоку-северо-востоку (ENE) от города Каргополя, административного центра района.

### Часовой пояс
Игнашевская, как и вся Архангельская область, находится в часовой зоне МСК (московское время). Смещение применяемого времени относительно UTC составляет +3:00.

## Население
| 2002 | 2010 | 2012 |
| ---- | ---- | ---- |
| 0    | →0   | →0   |